# 内外タイムス
内外タイムス（ないがいタイムス）は、かつて存在した日本の新聞社・株式会社内外タイムス社が発行していた東京都の夕刊地方紙である。創刊当初より題号末尾の「ス」は濁らない。2009年9月2日付（9月1日発行）から創刊60周年を機に一般公募で決定したリアルスポーツ（REAL SPORTS）、略称「リアスポ」に題字を改めたが、発行元である内外タイムス社の倒産により11月30日発行分を最後に廃刊した。改題後も発行元の企業名は「内外タイムス社」のままだった。なかにし礼をはじめとする多くの作家が、無名時代に当紙で記した。

## 歴史
1946年1月に華僑向け新聞「国際中日公報」として創刊され、間もなく「中華日報」と改題した。実際は読売新聞のダミーであった。1949年（昭和24年）6月1日に正式に読売新聞傘下に入り「内外タイムス」と改題し、報知新聞とともに読売新聞の夕刊代替紙として発行された。しかし12月に読売内部に夕刊紙発行体制が整ったことから、内外・報知ともにその役割を終えた。後ろ盾が無くなった両紙のうち、報知新聞は読売系列の朝刊スポーツ紙へ方向転換したが、当紙は読売傘下から独立して大衆娯楽紙となる。当初の担当者は旧報知新聞の社会部と政治部の面々で、これが現在の内外タイムスの第一歩である。
1960年（昭和35年）に、石原裕次郎・北原三枝夫妻の婚約を他紙に先駆けてスクープした。
1970年のプロ野球黒い霧事件で、1969年11月に永久追放処分を受けて行方が明らかでなかった西鉄ライオンズの元投手永易将之が元気に暮らしていた、と3月24日発行の一面で報道し、以後「独占スクープ」として、永易が西鉄球団から口止め料の名目で約550万を受領していた、自分以外に西鉄が八百長に関わった選手が5，6人いた、と報道を続けた。これらの記事はいずれも、永易から連絡を受けたルポライター大滝譲司がインタビューして録音したカセットテープを持ち込み、「独占スクープ」と称して第2弾、第3弾、第4弾と小分けして一面で報道した。

4月14日に、東映フライヤーズの森安敏明が暴力団と関係があったとスクープした。これは、暴力団の男から借金を申し込まれたため、銀座のバーのマダムを通じて経営者から借りたが、その女性から返済を迫られたことを恨んで彼女を怒鳴り散らしたというもの。その後、森安は八百長の勧誘を受けていたことも発覚し、日本野球機構 (NPB) から永久失格選手公示された。
1999年6月に創刊50年を迎えたが、過去の経営者による乱脈経営で生じた水面下の莫大な負債などから経営は非常に苦しく、発行部数も低迷していた。状況を打開すべく「週刊文春」創刊チームで梶山軍団長を務めた恩田貢が社長に就き、紙面と体制の変革を試みた。印刷所も徳間プレスセンターから一部上場企業の廣済堂へ変更し、新社屋を廣済堂有明印刷工場に併設させて即応性を高め、時代に乗り遅れない新体制の確立に取り組むも、志半ばにしてがんに倒れた。経営権は廣済堂へと移譲されて恩田の子息である恩田将葉が社長に就き、紆余曲折を経て2008年11月に株式会社アムス・インターナショナルへ経営権が再移譲された。
経営基盤が脆弱な当紙が2009年まで存続した理由に、官庁などの記者クラブに加盟を認められていたことが大きく寄与し、駅売りルートも安定で、首都圏の駅売店は当紙と日刊ゲンダイ、夕刊フジ、東京スポーツの夕刊専門4紙が実質的に寡占していた。
2009年4月1日付から、風俗関連記事や“三行広告”である風俗店広告の掲載を廃止したが、風俗記事を撤廃したことで読者や広告主から苦情や復活を求める意見が相次ぎ、部数激減や経営悪化を懸念して5月22日付から風俗記事と風俗店の広告掲載を再開し、風俗記事の復活に伴い“甦る 内外タイムス”のキャッチコピーを1面に記載している。6月1日に創刊60周年を迎え、東京都内で“故 内外タイムス新聞葬”と称した創刊60周年記念イベントを催し、アントニオ猪木や田代まさしなど芸能やスポーツ関係者が多数出席した。業績不振から生まれ変わって一から出直す意味を込めて「新聞葬」とした。田代まさしは6月17日付（6月16日発行）から毎週火曜日発売の紙面にコラムの連載を始めた。創刊60年を機に、1面と最終面の割り付けを従来の縦組みから横組みにしたが、題字が「リアルスポーツ」に改題された際に再び割り付けを縦組みに戻した。

### 内外タイムスからリアルスポーツへ
2009年8月31日発行分で創刊以来の「内外タイムス」は“終刊”し、翌日の9月1日発行分から「リアルスポーツ」として“新創刊”した。創刊からの紙齢となるバックナンバーも内外タイムス時代を継承せず、2009年9月2日付（9月1日発行）は「第00001号」と表記されている。

### 内外タイムス社倒産
帝国データバンクは、2009年11月30日に内外タイムス社が東京地裁へ自己破産申請し、債権者数195名、負債は約26億7700万円と報じた。ウェブサイトは外部委託であったため、後述のように「リアルライブ」と改題され継続される。

## 読売との関係
今日も名の残る大手新聞は太平洋戦争中、新聞紙法の規制を受けて悉く日本軍部を翼賛する報道を繰り返してきたため、連合国GHQはそれら大手新聞を戦争犯罪人と考え、新聞の新旧交代を図るために物資枯渇による新聞用紙の割当配給制を背景に、敗戦によってそれまでの新聞統制が無くなったことで、新聞社の設立も自由になり倫理的に無傷な新興新聞社に新聞用紙を優先的に配給することで発行を容易にし、戦犯かつ旧勢力としての既存大手新聞の力を削ぐことで立場を入れ替えることを企図した。
この施策に対し既存の大手新聞各社は「自紙のダミー会社をGHQが喜びそうな新興新聞社として設立する」という極めて脱法的な方法で密かに抵抗していた。内外タイムスもまた、当初は華僑向け新聞を口実として創刊された新興新聞社のひとつであったが、実態は読売新聞社のダミー会社であり、内外タイムスへの割当+読売新聞への割当＝読売新聞が実際に使うことができる用紙量となる。
ダミー紙はほかに以下に挙げるものがあるが、いずれも内外タイムス同様、新聞は廃刊、法人も解散している。
- 朝日新聞 - 中京新聞、夕刊新東海、大阪タイムス
- 毎日新聞 - 東京日日新聞（2代目）、東海毎日新聞、新大阪、新関西、新九州
- 北海道新聞 - 北海タイムス
- 中日新聞 - 名古屋タイムズ
- 西日本新聞 - 夕刊フクニチ
- 京都新聞 - 夕刊京都
- 神戸新聞 - 神港夕刊新聞
- 中国新聞 - 夕刊ひろしま

この経緯から、当時の内外タイムスは銀座に本社があり、読売新聞の印刷工場で印刷されていた。その後GHQによる用紙割当配給制度が廃止されると大手新聞はダミー紙を抱える必要がなくなり、独立にもつながることとなった。しかしその後も読売新聞販売店で取り扱うなど一定の繋がりはあった。

## 紙面
かつて1980年代まではプロレス記事を扱う数少ない日刊紙として、東京スポーツとデイリースポーツとともに知られた。輪島のプロレス入り以降に多くの新聞がプロレス記事を扱ったが、当紙も継続して携帯電話のコンテンツとするなど目玉商品とした。新オーナーのアムス・インターナショナルもかつては格闘技スマックガールをスポンサーしていた。
ライバル紙の東京スポーツと同様にUFO、宇宙人、ゴム人間などの虚構スクープ記事などが一面を賑わし、夕刊紙で定番のギャンブル情報、野球、芸能ゴシップなどに多い。競馬と競艇で冠レース「内外タイムス杯」も提供した。
性風俗店情報は特にストリップについて、紙面、広告も含めて日刊各紙の中で最も充実している。三行広告も豊富で、インターネットの普及前は三行広告ページだけを目当てに購入する読者もいた。

## インターネット配信・リアルライブ
自社サイトを開設してニュース発信していたが、新聞の「リアルスポーツ」休刊を受けてウェブサイトは「リアルライブ」と改められた。サイト運営は外部委託であったが、変遷の末、2021年現在の運営企業は「株式会社アンカード」である。同社は「リアルライブ」の運営を引き継ぐ形で2017年6月に設立され、中央区京橋に本社を置き、情報通信事業、メディア・出版事業、広告・販売促進事業を事業内容とする。同社によれば「リアルライブ」は「芸能、音楽、スポーツをメインに、月間PVは2000万以上であるという。

## 類似紙名
以下の2紙は当紙に類似や連想するが、いずれも後発で一切の関係性が無く現在はともに廃刊である。いずれも当紙同様にプロレス記事を扱った。
- ナイタイスポーツ（「ナイスポ」）2008年廃刊（関西版については述べない）
- 海外タイムス（第一次UWFのスポンサー）1985年頃廃刊

## 発行会社
株式会社内外タイムス社 - 東京都江東区東雲2丁目3-14（社屋は現存せず、跡地にはマンション「スカイコート東京ベイ」がある）
販売エリア - 南関東(神奈川県・東京都・埼玉県・千葉県)、静岡県(大井川以東)、山梨県の1都5県